# 钤山镇
钤山镇，是中华人民共和国江西省新余市分宜县所辖的一个镇。

## 行政区划
白芒村、新祉村、堂下村、庄边村、金鸡布村、行山村、苑坑村、龙源村、田心村、檀溪村、木足村、冶元村、砻里村、大岗山村、双源村、大铜村、下田村、松山村、桥边村、石枫村和防里村。

## 中国传统村落
2013年8月，防里村被评为第二批中国传统村落。